# صدای متال
صدای متال (انگلیسی: Sound of Metal) فیلم درام آمریکایی محصول سال۲۰۲۰ به نویسندگی و کارگردانی داریوس ماردر با بازی ریز احمد و اولیویا کوک است. این فیلم در مراسم اسکار سال ۲۰۲۱ نیز در شش رشته از جمله بهترین فیلم،  بهترین بازیگر نقش اول مرد (ریز احمد)، بهترین صدا و بهترین تدوین نامزد دریافت جایزه اسکار شد که دو جایزه آخر را به خود اختصاص داد. 

## خلاصه داستان
داستان در مورد درامر هوی متالی است که شروع به از دست دادن شنوایی‌اش می‌کند...

## همچنین بخوانید
- ناشنوایی